# Pasquale Malipiero
Pasquale Malipiero, född 1392, död 1462, var en venetiansk doge. Han var regerande doge av Venedig 1457–1462. 